# Annaberg-Buchholz
Annaberg-Buchholz è una città di 19 382 abitanti della Sassonia, in Germania.
È il capoluogo, e il centro maggiore, del circondario dei Monti Metalliferi.
Annaberg-Buchholz si fregia del titolo di "Grande città circondariale" (Große Kreisstadt).
Vi si estrae il lavendulano.

## Storia
Il 1º gennaio 1999 alla città di Annaberg-Buchholz venne aggregato il comune di Geyersdorf.

## Suddivisione amministrativa[3]
Annaberg-Buchholz si divide in 6 zone (Ortsteil), corrispondenti ai centri abitati di Annaberg e Buchholz, e a 4 frazioni:
- Annaberg
- Buchholz
- Cunersdorf
- Frohnau
- Geyersdorf
- Kleinrückerswalde

## Amministrazione

### Gemellaggi
- Weiden in der Oberpfalz, dal 1990
- Paide, dal 1992
- Chomutov, dal 1999